# 焉耆回族自治县
焉耆回族自治县（維吾爾語：يەنجى خۇيزۇ ئاپتونوم ناھىيىسى‎），是中国新疆维吾尔自治区巴音郭楞蒙古自治州北部所辖的一个自治县。全县总面积2570.88平方公里，总人口約13万人。

## 名称
“焉耆”一词来源于焉耆龟兹语“*Ārke-”的上古汉语音译，是清末复活的新名，维吾尔语中将古都员渠（*Ārke-之另一上古汉语音译）称为黑城子（清代称喀喇沙尔）。然而，官方县名既未依焉耆龟兹语译作“、ᠠᠷᠺᠧ”，也未采纳黑城子一称作为维吾尔语县名（不过黑城子是焉耆镇的官方维吾尔语名称），而是采用普通话发音译作“Yänji”。

## 历史
焉耆回族自治县境古為焉耆國，神爵二年（前60年），西汉政府在乌垒（今轮台县策达雅乡南）设立西域都護府，任命郑吉为首位都护。东汉永元三年（91年），设置西域长史府。94年（东汉永元六年），班超发龟兹、鄯善等8国兵，征伐焉耆、危须、尉犁，斩焉耆王广、尉犁王于陈睦故城。127年（东汉永建二年），西域长史班勇与敦煌太守张朗分南北道攻打焉耆国，张郎由爵离城（即埒娄城）先至爵离关（今铁门关），攻降焉耆王元孟。
335年（前凉建兴二十三年），前凉张骏遣兵伐龟兹途中，在贲仑城和遮留谷击退焉耆国王龙熙。地属前凉。382年（前秦建元十八年），前秦吕光攻降焉耆，地属前秦。448年（北魏太平真君九年），万度归伐焉耆，置焉耆镇。庫爾勒为柳驴城，地属北魏。555年，突厥占据高昌之后，即向焉耆发展。603年，突厥西面可汗达头的儿子泥利自立为西突厥全境的大可汗，史称西突厥。
唐贞观二十二年（648年），设置焉耆都护府，為安西四鎮之一。856年，回鹘首领庞特勤西迁焉耆，称叶都护，有众20万，史称西州回鹘。866年，西州回鹘首领仆固俊打败吐蕃首领尚巩热，吐蕃势力退出西域。1122年，西州回鹘降服于西辽。1218年，蒙古滅西遼。1215年，蒙哥登大汗位，于今吉木萨尔设别失八里行省，元朝為察合台汗國封地。後为衛拉特蒙古游牧区。
清康熙、乾隆年间，朝廷派兵屯驻巴里坤、哈密、吐鲁番，多次出兵讨伐准噶尔。当时除随军来的有部分陕甘回族兵丁外，还有随军差役及赶车吆驴运输器械、粮秣的陕甘回民，以及随军作生意的回民小商贩。乾隆二十三年（1758），清廷平定准噶尔叛乱后，清政府在 “屯兵戌边”的同时，实行"移民实边"方略，自嘉庆至咸丰的60余年中，从陕、甘一带迁至北疆不少民户，这些人中有些以后流落到焉耆。由于开都河水源充足，河两岸土地肥沃，牧草遍地，牛羊成群，是个适于生存的好地方，人们便定居了下来。17世纪初迁到伏尔加河下游的土尔扈特部在1771年回遷歸順清朝，乾隆帝安置土尔扈特部于巴音郭楞，这就是现巴音郭楞蒙古自治州蒙古族的起源。
道光二十三年（1843），经喀喇沙尔办事大臣全庆奏请清廷撤回屯兵丁口302人，改招西宁、临夏、固原、平凉一带来此的回民商贩眷属近百户耕种屯兵田。以后不断有退伍的兵丁留下来，在这里务农、放牧、经商、营工谋求生存发展。世代相传繁衍不绝，逐渐变成当地的土著，自称口外人。
光绪三年（1877），清军把乌鲁木齐、哈密、吐鲁番各城流散的回民安置在焉耆。左宗棠请示清廷设立抚揖善后局，资助这些人在此地定居生活，主持抚揖善后工作的费道周，还从关内招募回民数百户，资助耕牛、农具、种子及生活物资，让其定居。仅此两项共安置回民男2200余丁、女1600余口。这是迁入焉耆的最大的一批陕西回民，这些人初到焉耆经营农牧业和商业。光绪八年（公元1884年）新疆建省，设喀喇沙尔直隶厅，光绪二十五年升为焉耆府。
1950年4月12日成立焉耆专署。
1954年6月23日，撤销焉耆专署，分设巴音郭楞蒙古自治州（辖焉耆、和静、和硕三县）和库尔勒专署（辖库尔勒、轮台、尉犁、若羌、且末五县）。
1960年12月，库尔勒专署并入巴音郭楞蒙古自治州，州府由焉耆迁址库尔勒。

## 地理
焉耆回族自治县位于新疆维吾尔自治区中部，焉耆盆地的腹心。东南部与博湖县毗邻，北部与和静县接壤，南部与库尔勒市塔什店镇相连，西南部与库尔勒市，轮台县为界，总面积2570.88平方公里。开都河系新疆的八大河流之一，也是焉耆境内的主要河流。开都河流经焉耆县地段为62公里，是焉耆的主要水源。
焉耆回族自治县地处北半球中纬度温带地区，是较为典型的大陆性气候，但又具有盆地气候特征，夏季聚热、冬季冷。因受博斯湖水域的调节，冷热变化不十分剧烈。极端高温38度，极端低温-35度，最多风向为西北风。焉耆全年可照时数4440.1小时，年平均降水量为64.7毫米，年平均蒸发量为年平均降水量的18.5倍。

## 行政区划
焉耆回族自治县下辖4个镇、4个乡：
焉耆镇、七个星镇、永宁镇、四十里城子镇、北大渠乡、五号渠乡、查汗采开乡、包尔海乡、王家庄牧场和苏海良种场。
另有兵团企业、农牧团场、南疆铁路和塔里木河南石油勘探公司等驻焉单位17个。

## 交通
- 314国道过境。
- 南疆铁路

## 人口
2020年末，根據全國第七次人口普查結果顯示：全县常住人口为122961人。
县域总人口16.87万人，居住着回、汉、维、蒙等29个民族，其中汉族占43.27%，回族20.75%，其他少数民族45.98%，是新疆6个少数民族自治县之一。